# Volta Redonda
Volta Redonda és un municipi brasiler de l'estat de Rio de Janeiro. Es coneix com la "Ciutat de l'acer". Es localitza a una latitud de 22° 31′ 23″ sud i una longitud de 44° 06′ 15″ oest, estant a una altitud de 390 metres sobre el nivell del mar. És travessada pel riu Paraíba do Sul que corre en adreça oest-est, sent el responsable pel seu nom, a causa d'un accident geogràfic en el seu curs.
En Volta Rodona es troba la Companhia Siderúrgica Nacional (CSN), major siderúrgia d'Amèrica Llatina. Actualment la seva economia, malgrat estar basada en la indústria, és bastant diversificada i basada en els serveis i el comerç.